# 케마르 루피
케마르 루피(Kemar Roofe, 1993년 1월 6일, 잉글랜드 월솔 ~ )은 잉글랜드 출신 프로 축구 선수이다. 현재 소속팀은 레인저스이며 포지션은 윙어, 공격형 미드필더, 스트라이커로 활약한다.